# Irasutoya

Logo de Irasutoya.

Irasutoya (japonês: いらすとや, derivado de em japonês: イラスト; romaniz.: ilustração and em japonês: 屋; romaniz.: loja) é um site de cliparts japoneses feitos pelo ilustrador Takashi Mifune. Estes cliparts podem ser usados comercialmente e não-comercialmente. 

## Visão geral
O site tem uma variedade grande de ilustrações clipart, gahando a reputação de um site onde se pode encontrar desenhos abordando qualquer assunto. O mascote do site é um coelho preto chamado Pyoko. 
Irasutoya se tornou muito popular por ter uma variedade grande de ilustrações no mesmo estilo de desenho, algo que não era muito comum em outros sites que disponibilizavam cliparts gratuitos.
Irasutoya também já fez parceria com animes populares, como Jujutsu Kaisen, One Piece, Sōsō no Frieren, Shingeki no Kyojin, etc.  

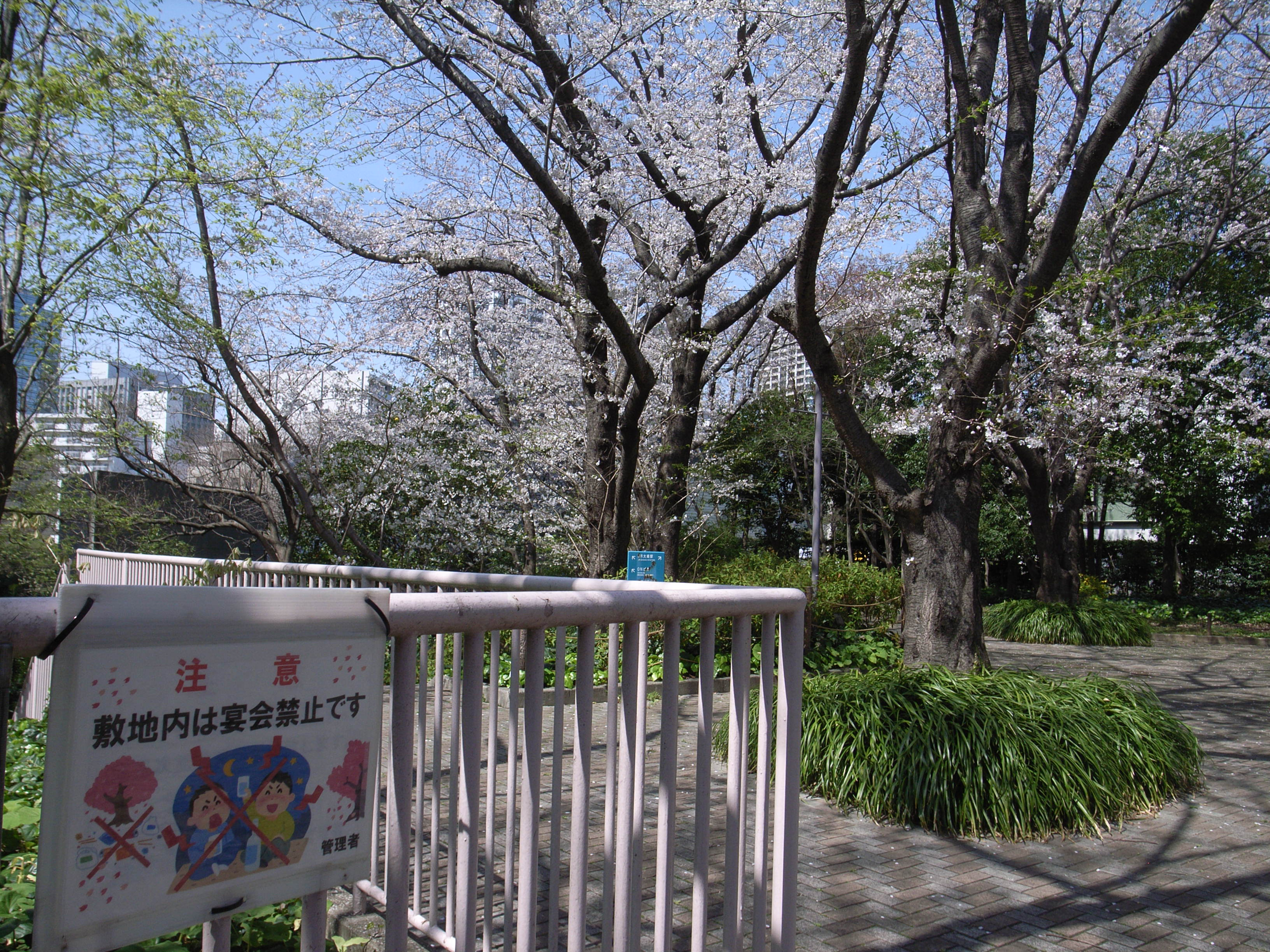
Uma placa num parque com ilustrações de Irasutoya

1. ↑  «いつの間にか、日本が「いらすとや」だらけになってる(全文表示) - コラム - Jタウンネット　京都府». web.archive.org. 27 de janeiro de 2021. Consultado em 17 de maio de 2025
2. ↑  «続・日本が「いらすとや」だらけな件【テレビ・警告・POP編】(全文表示) - コラム - Jタウンネット　神奈川県». web.archive.org. 17 de outubro de 2020. Consultado em 17 de maio de 2025
3. ↑  «Jujutsu Kaisen × Irasutoya Stickers – LINE stickers». LINE STORE (em inglês). Consultado em 17 de maio de 2025
4. ↑  «ONE PIECEのイラスト（まとめ）». Consultado em 17 de maio de 2025
5. ↑  «Frieren: Beyond Journey's End irasutoya – LINE stickers». LINE STORE (em inglês). Consultado em 17 de maio de 2025
6. ↑  «Attack on Titan × Irasutoya Stickers – LINE stickers». LINE STORE (em inglês). Consultado em 17 de maio de 2025